# Майдари-хурал
Майдари-хурал (тиб. བྱམས་འཁོར, Вайли byams 'khor, монг. Майдар эргэх «круговращение Майтреи») — праздник в тибетском буддизме, посвящённый приходу на Землю Майтреи — будды грядущего мирового периода. Отмечается в 4-й день шестого месяца лунного календаря (июнь-июль по григорианскому календарю). По легенде, введение праздника приписывается реформатору тибетского буддизма Чже Цонкапе. В махаянских сутрах сказано, что с приходом будды Майтреи на Земле наконец наступит счастье и радость. Во время празднования участники изображают пришествие Майтреи: выносят из дацана его позолоченную скульптуру и ставят под балдахин на колесницу, в которую впряжён макет белого слона или зелёного коня, установленный на подставке с колёсами. Сопровождаемая процессией лам и верующих, колесница совершает объезд вокруг дацана по ходу солнца, останавливаясь у каждых из четырёх ворот по сторонам света.